# San Clemente (Califórnia)
San Clemente é uma cidade localizada no estado americano da Califórnia, no condado de Orange. Foi incorporada em 28 de fevereiro de 1928.

## Geografia
De acordo com o United States Census Bureau, a cidade tem uma área de 50,4 km², onde 48,4 km² estão cobertos por terra e 2 km² por água.

### Localidades na vizinhança
O diagrama seguinte representa as localidades num raio de 24 km ao redor de San Clemente.

## Demografia
Segundo o censo nacional de 2010, a sua população é de 63 522 habitantes e sua densidade populacional é de 1 310,85 hab/km². Possui 25 966 residências, que resulta em uma densidade de 535,84 residências/km².